# Myotis insularum
Myotis insularum är en fladdermusart som först beskrevs av George Edward Dobson 1878.  Myotis insularum ingår i släktet Myotis och familjen läderlappar. IUCN kategoriserar arten globalt som otillräckligt studerad. Inga underarter finns listade i Catalogue of Life. Artepitet i det vetenskapliga namnet är latin för "bor på en ö".
Enligt den ursprungliga beskrivningen lever arten på Samoa men senare undersökningar hittade inga fler individer. Antagligen besökte fladdermusen Samoa under en vandring. Det egentliga utbredningsområdet är inte känt.
Det enda kända exemplaret var utan svans 41 mm lång, svanslängden var 38 mm, underarmarna var 35,5 mm långa och vikten noterades inte. Individen hade 7,5 mm långa bakfötter och 15 mm stora öron. Svansen är helt inbäddad i svansflyghuden vad som skiljer arten från Emballonura semicaudata som hittades i närheten. Artens hälsporre (calcar) når mitten av avståndet mellan bakfoten och svansen.